# 18 septembre dans les chemins de fer
18 août 18 octobre
Chronologies thématiques
- Croisades
- Sports
- Disney

Cette page concerne les événements qui se sont déroulés un 18 septembre dans les chemins de fer.

## Événements

### XIXesiècle
- 1808 : au Royaume-Uni, à Bloomsbury près de Londres, Richard Trevithick qui a fait fonctionner une locomotive à vapeur sur un circuit circulaire cesse la démonstration. La machine, M'attrape qui peut ! (Catch-me who can) remorquait un wagon dans lequel s'embarquaient des passagers payants, les premiers voyageurs ferroviaires tarifés de l'histoire.
- 1847 : en France, la Compagnie du chemin de fer de Marseille à Avignon ouvre au public la section de ligne de Tarascon à Saint-Chamas, elle reçoit 1000 voyageurs dès le premier jour[1].
- 1853 : en France, compagnie Paris - Orléans, un train de voyageurs rattrape un train de marchandises entre Poitiers et Angoulême, il y a six agents tués et 15 blessés[2].
- 1882 : en France, la Ligne La Trinité-de-Réville - Lisieux est prolongée de 13 km au titre de l'intérêt général jusqu'à La Trinité-de-Réville[3].
- 1882 : en France, ouverture des sections : Dives-Cabourg - Beuzeval-Houlgate (2,8 km) et Trouville - Villers-sur-Mer (10,8 km), de la Ligne Mézidon - Trouville-Deauville[4].

### XXesiècle
- 1931 : en Chine, dans la province de Liaoning, l'Incident de Mukden est un attentat lorsqu'une section de voie ferrée, appartenant à la société japonaise des chemins de fer de Mandchourie du Sud (南満州鉄道株式会社, Minami Manshū tetsudō kabushiki-gaisha?), (aujourd'hui Shenyang) est détruite et est planifié par les Japonais[5],[6],[7].

### XXIesiècle
- 2006 en France, pose de la première pierre du pôle multimodal de la Gare de Bellegarde-sur-Valserine par le ministre des transports Dominique Perben[8].